# 蛛网脉秋海棠
蛛网脉秋海棠（学名：Begonia arachnoidea），一种于中国广西壮族自治区大新县石灰岩山区发现的草本植物，隶属于秋海棠科秋海棠属，属于中国国家二级重点保护野生植物。

## 形态特征
蛛网脉秋海棠属于一种雌雄同株的草本植物，具有匍匐粗壮的根状茎。叶基生，盾状着生；托叶早落，卵状三角形，具长硬毛状柔毛；叶片近圆形或宽卵形，纸质，正面深绿色或带褐色，沿主脉有白色或浅色带（通常由小而密集的白点组成），密被短刚毛和糙硬刚毛，所有脉背面密被短硬柔毛（毛状体略带红色，基部红色，稍不均匀分布和参差不齐），基部圆形，稍斜，边缘浅不均匀有细锯齿或波状，先端锐尖至短渐尖；叶脉自基部6或7掌状，第三级脉到顶部，蜘蛛网状。花序腋生；花序梗具中等粗硬长柔毛；花白色，6-24朵，二歧聚伞花序；苞片早落，卵形或长圆形：花梗具柔毛；花被片4，粉红色，外面2个宽卵形，基部近圆形，先端稍锐尖或钝，外面具粗毛或糙硬毛；雄蕊26-44；花药倒卵状长圆形；药隔先端微缺。雌花具1小苞片，具短硬毛；花被片3，粉红色，外面2个近圆形或宽卵形，先端和基部圆形；子房长圆形，具柔毛或长柔毛，不等长3翅，1室；花柱3，基部融合，柱头螺旋扭曲，周围有乳头状突起。果实下垂。